# 許恵祐
許 恵祐（きょ けいゆう, 1952年11月2日 - ）は、台湾の政治家。行政院海岸巡防署署長、文民初の国家安全局長を歴任。

## 経歴
- 1975年 - 国立政治大学法律系大学卒業
- 1978年 - 司法官乙等試験合格
- 1981年～1984年 - 台南地院法官
- 1984年～1990年 - 士林地院法官
- 1985年 - 弁護士資格取得
- 1986年～1989年 - ドイツ、ミュンヘン大学に研修
- 1988年 - 国立政治大学法律研究所博士
- 1990年～1991年 - 台湾台北地方法院法官
- 1991年～1993年 - 財団法人海峡交流基金会法律服務処処長
- 1983年～1986年 - 財団法人海峡交流基金会副秘書長
- 1996年～1997年 - 行政院大陸委員会副主任委員
- 1997年～1998年 - 中国国民党中央秘書処主任
- 1998年～2004年 - 財団法人海峡交流基金会秘書長
- 2004年～2006年1月 - 行政院海岸巡防署署長

2007年2月、文民初の国家安全局長に任命。2008年6月、辞任。

### 現在
2009年8月、国家安全局の駐EU特派員に任命。

## パーソナル
東華大学大陸研究所兼任副教授、淡江大学大陸研究所兼任副教授、文化大学大陸研究所兼任副教授、文化大学大陸研究所兼任副教授。
ドイツ語を話す。